# Euploea salvini
Euploea salvini är en fjärilsart som beskrevs av Otto Staudinger 1889. Euploea salvini ingår i släktet Euploea och familjen praktfjärilar. Inga underarter finns listade i Catalogue of Life.